# Seiji Shindo
Seiji Shindo (進藤 誠司 Shindo Seiji?, nacido el 12 de diciembre de 1992 en Kanagawa) es un futbolista japonés que se desempeña como defensa.

## Trayectoria

### Clubes
| Club            | País  | Año    |
| --------------- | ----- | ------ |
| Kataller Toyama | Japón | 2015 - |

## Estadística de carrera

### J. League
| Club            | Año   | J. League | J. League | Copa J. League | Copa J. League | Total | Total |
| Club            | Año   | Part.     | Goles     | Part.          | Goles          | Part. | Goles |
| --------------- | ----- | --------- | --------- | -------------- | -------------- | ----- | ----- |
| Kataller Toyama | 2015  | 13        | 2         | -              | -              | 13    | 2     |
| Kataller Toyama | 2016  | 21        | 0         | -              | -              | 21    | 0     |
| Kataller Toyama | 2017  | 3         | 0         | -              | -              | 3     | 0     |
| Total           | Total | 37        | 2         | 0              | 0              | 37    | 2     |